# Utidaviana citana
Utidaviana citana is een vlinder uit de familie tandvlinders (Notodontidae). De wetenschappelijke naam van deze soort is voor het eerst geldig gepubliceerd in 1893 door Schaus.
De soort komt voor in tropisch Afrika.